# Want It
Want It is het tweede album van de Oostenrijkse rockband SheSays en is uitgebracht in 2007. Het album werd opgenomen in 2006 en 2007.
De eerste single van het album dat werd uitgebracht was Open Your Eyes. Die single belandde in Oostenrijk op nummer 39 in de hitlijst.

## Tracklist
1. Open your eyes
2. Coming home
3. Indi
4. Want it
5. Save me
6. Into the sun
7. Woman
8. Tear me down
9. Sunset
10. Businessman
11. Candle
12. My blues
13. Rosegardens

## Hitlijst

### Album
| Jaar | Albums  | A  | GER | CH | BEL | NL | LUX |
| ---- | ------- | -- | --- | -- | --- | -- | --- |
| 2007 | Want It | 18 | –   | –  | –   | –  | –   |

### Singles
| Jaar | Singles        | A  | GER | CH | BEL | NL | LUX |
| ---- | -------------- | -- | --- | -- | --- | -- | --- |
| 2007 | Open Your Eyes | 39 | –   | –  | –   | –  | –   |
| 2007 | Save Me        | 65 | –   | –  | –   | –  | –   |